# Udo Glatthaar

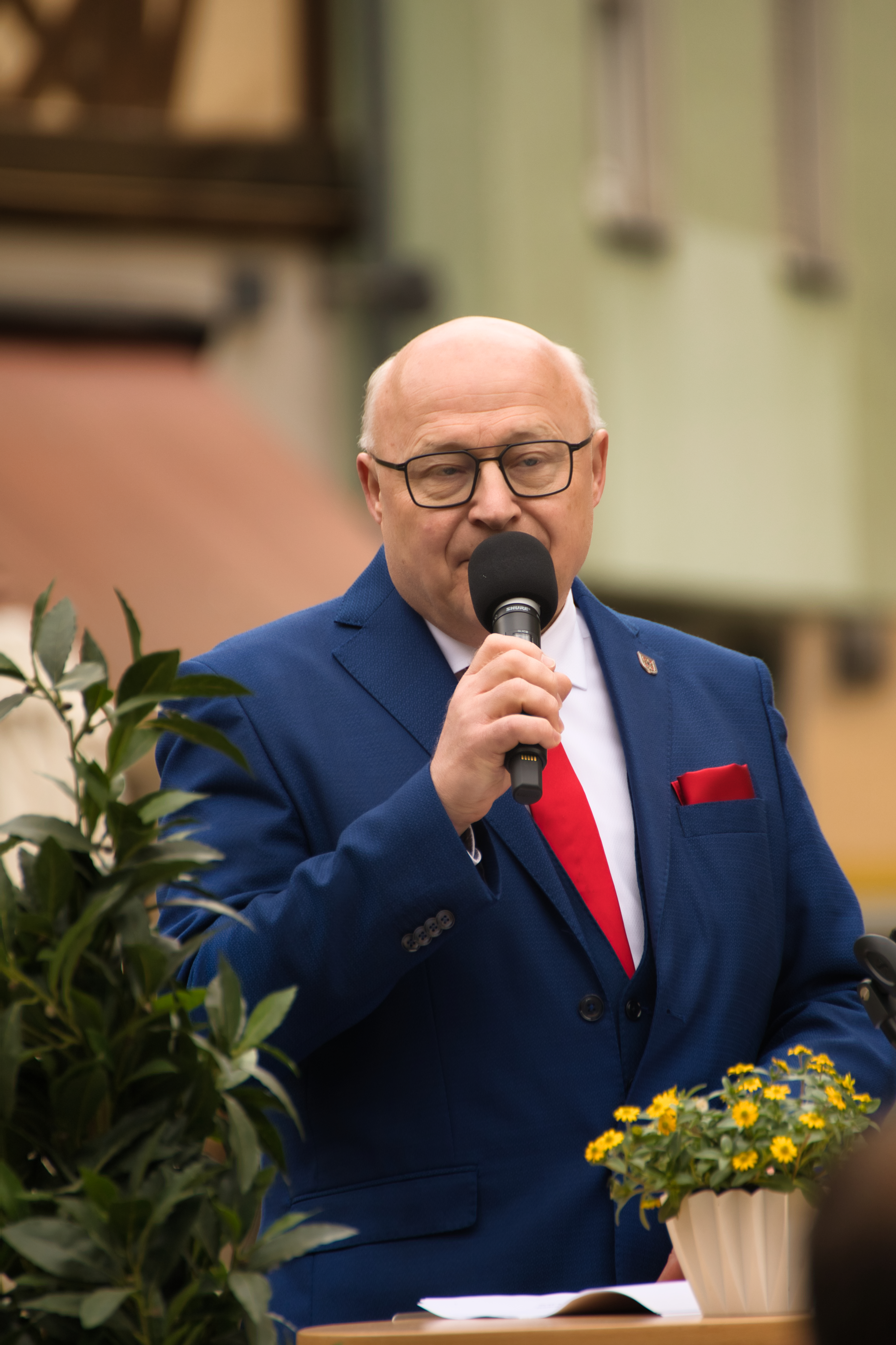
Udo Glatthaar spricht zur Einweihung des neu gestalteten Gänsmarktareals in Bad Mergentheim, 2025.

Udo Glatthaar (* 19. Februar 1961 in Sigmaringen) ist ein deutscher Diplom-Verwaltungswissenschaftler, Politiker (CDU) und Oberbürgermeister der Großen Kreisstadt Bad Mergentheim im Main-Tauber-Kreis in Baden-Württemberg. Glatthaar ist zudem Vorsitzender des Thüga-Beirats.

## Leben
Glatthaar wuchs in Sigmaringen auf und besuchte dort das Hohenzollern-Gymnasium. Nach dem Abitur diente er bei der Bundeswehr. Im Anschluss studierte er als Stipendiat der Konrad-Adenauer-Stiftung an der Universität Hohenheim, der Eberhard Karls Universität Tübingen und der Universität Konstanz die Fächergruppe Verwaltungs- und Wirtschaftswissenschaften. Begleitend arbeitete er für neun Monate im Innenministerium Baden-Württemberg in der Abteilung Stadtentwicklung. Sein Studium schloss er als Diplom-Verwaltungswissenschaftler ab.
Nach seinem Studium war Glatthaar von 1992 bis 1995 persönlicher Referent von Lothar Späth, Vorstandsvorsitzender der Jenoptik AG, und Leiter des Investorzentrums der Jenoptik AG sowie als Projektleiter in Jena tätig. Es folgten weitere beruflichen Stationen in der Wirtschaft: So war er Niederlassungsleiter eines Bankhauses. Danach arbeitete er als Geschäftsführer bei einer Tochter eines Personalberatungsunternehmens und ab 2003 als Repräsentant für Süddeutschland der Deutsch-Niederländischen Handelskammer und weiterer Wirtschaftsfördergesellschaften in Stuttgart, wo er auch seinen derzeitigen Wohnsitz hat.

## Politische Tätigkeit
1995 kandidierte Glatthaar in Hechingen für das Bürgermeisteramt, unterlag aber im zweiten Wahlgang Jürgen Weber (FWV). Im Januar 2011 bewarb sich Glatthaar um das Amt des künftigen Wirtschaftsförderers der Kreisstadt Balingen. Am 27. Januar sprach sich der Balinger Gemeinderat mit großer Zustimmung für Glatthaar aus. Nur vier Tage nach der Bekanntgabe seiner Wahl in Balingen hatte sich Glatthaar jedoch zur Kandidatur für das Amt des Bad Mergentheimer Oberbürgermeisters entschieden und reichte am 31. Januar 2011, dem Tag des Bewerbungsschlusses, seine Unterlagen im Rathaus der Kurstadt ein. Folglich zog Glatthaar sein Balinger Amt zurück, auf das er sich beworben hatte, weil er wieder in den kommunalen Bereich zurückwollte. Im ersten Wahlgang am 28. Februar 2011 lag er mit 43,7 Prozent der Stimmen knapp hinter dem Amtsinhaber Lothar Barth. Die Stichwahl am 27. März 2011 gewann er mit 51,07 Prozent der Stimmen. 2019 wurde er mit 93,3 Prozent im Amt bestätigt.

## Gesellschaftliches Engagement

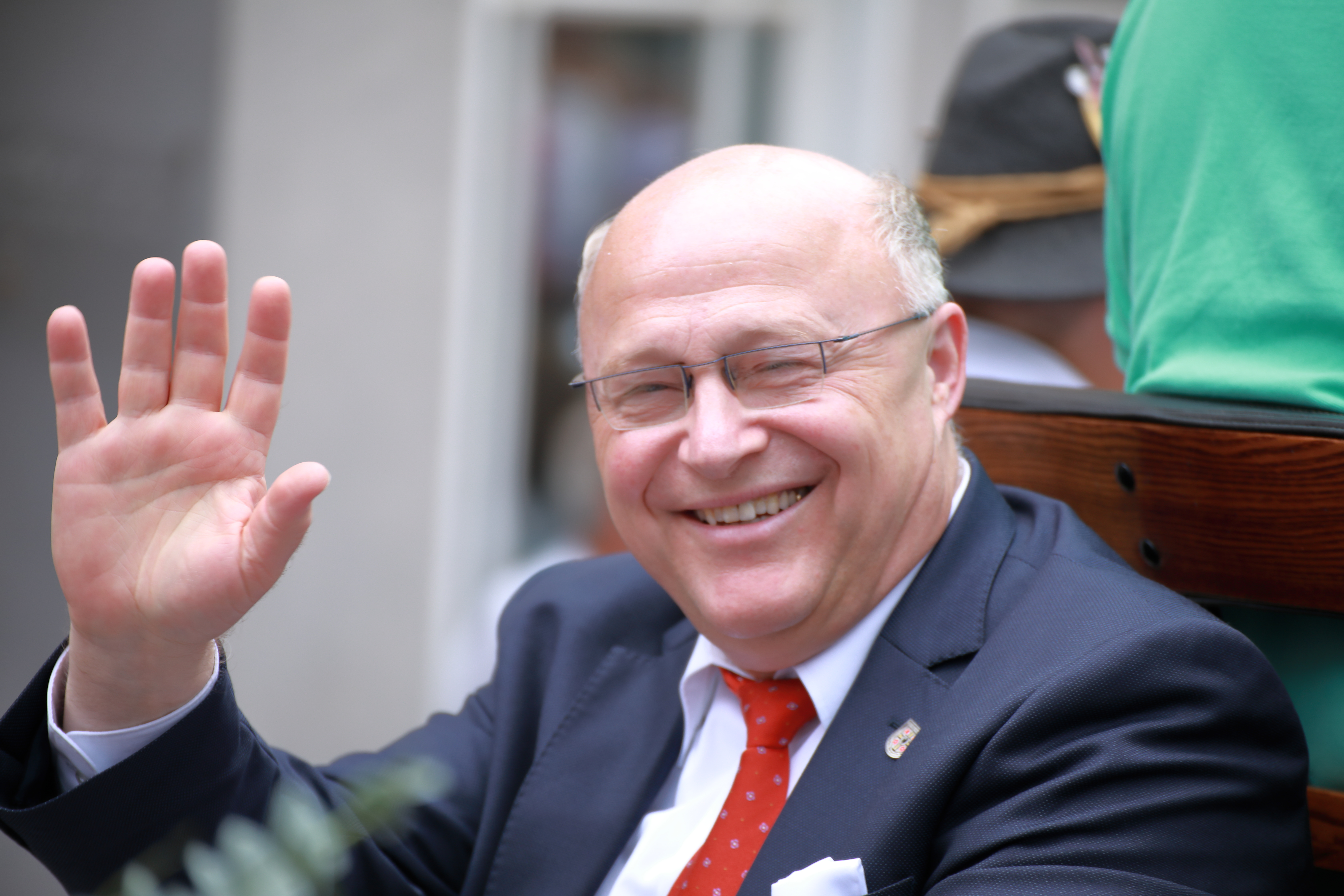
Udo Glatthaar als Ehrengast auf dem Festumzug anlässlich der 600. Weikersheimer Kärwe, 2019

Udo Glatthaar ist aktives Mitglied in Fachgremien, u. a. Mittelstand in Europa. Er arbeitet an der Konzeption und Realisierung von Fundraising- und Sponsoring-Projekten für soziale und kulturelle Institutionen, ist Mitglied der Kolpingfamilie und übernahm langjährige Aufgaben in kirchlichen Einrichtungen. Zudem kümmert er sich um die Betreuung von Aussiedlerfamilien.